# Conistra jullieni
Conistra jullieni är en fjärilsart som beskrevs av Culot. Conistra jullieni ingår i släktet Conistra och familjen nattflyn. Inga underarter finns listade i Catalogue of Life.